# Abdelmadjid Tahraoui
Abdelmadjid Tahraoui est un footballeur international algérien né le 24 février 1981 à Chlef. Il évoluait au poste d'attaquant.
Il compte une sélection en équipe nationale en 2004.

## Biographie
Abdelmadjid Tahraoui dispute un total de 108 matchs en première division algérienne, inscrivant 18 buts. Il réalise sa meilleure performance lors de la saison 2003-2004, où il marque sept buts.
Abdelmadjid Tahraoui reçoit une sélection en équipe d'Algérie. Il s'agit d'une rencontre amicale disputée le 17 août 2004, contre le Burkina Faso. Tahraoui inscrit un but à cette occasion (score : 2-2).

## Palmarès
- Vainqueur de la coupe d'Algérie en 2007 avec le MC Alger.
- Accession en Ligue 1 en 2002 avec l'ASO Chlef.
- Accession en Ligue 1 en 2009 avec le MC Oran.
- Accession en Ligue 2 en 2000 avec l'ASO Chlef.